# Lepthyphantes paoloi
Lepthyphantes paoloi är en spindelart som beskrevs av Jörg Wunderlich 1995. Lepthyphantes paoloi ingår i släktet Lepthyphantes och familjen täckvävarspindlar. Inga underarter finns listade i Catalogue of Life.